# NGC 932
NGC 932 је спирална галаксија у сазвежђу Ован која се налази на NGC листи објеката дубоког неба.
Деклинација објекта је + 20° 19' 59" а ректасцензија 2h 27m 54,6s. Привидна величина (магнитуда) објекта NGC 932 износи 12,5 а фотографска магнитуда 13,4. NGC 932 је још познат и под ознакама UGC 1931, MCG 3-7-14, CGCG 462-14, NPM1G +20.0087, IRAS 02251+2006, PGC 9379.